# پیر فاییو
پیر فاییو (فرانسوی: Pierre Failliot‎؛ ۲۵ فوریه ۱۸۸۷ – ۳۱ دسامبر ۱۹۳۵) دونده و بازیکن راگبی ۱۵ نفره اهل فرانسه بود.
وی در مسابقات کشوری و بین‌المللی در مجموع برندهٔ ۱ مدال نقره شده‌است.